# Taglit – Birthright Israel
Taglit – Birthright Israel (hebräisch תגלית Taglit), oder auch Birthright Israel oder kurz Birthright, ist eine non-profit Bildungseinrichtung die kostenlose, 10-tägige Reisen für Jugendliche nach Israel organisiert. Die Reisen sollen in erster Linie der Verbindung junger Menschen mit jüdischen Wurzeln aus anderen Ländern mit der Kultur und dem Alltag in Israel dienen.
Taglit ist hebräisch für „Entdeckung“. Im Verlauf der Reisen werden die Teilnehmer motiviert, ein besseres Verständnis für die Verbindungen ihres eigenen jüdischen Erbes mit der Geschichte und dem Alltag Israels zu entwickeln. Seit dem Start des Programmes im Winter 1999 wurde es von mehr als 600.000 Jugendlichen aus 67 Ländern genutzt. Aufgrund der Masse der Bewerbungen und der begrenzten Fördermittel von privaten Sponsoren ist die Zahl der geförderten Reisen gegenwärtig auf 40.000 jährlich begrenzt.

## Geschichte
Taglit – Birthright Israel wurde als Start-Up Projekt im Jahre 2000 von Philanthropen gegründet und stellt eine Zusammenarbeit des Staates Israel mit jüdischen Organisationen auf der ganzen Welt dar. Das Programm geht zurück auf eine frühere Initiative von Charles Bronfman und Michael Steinhardt, die daraufhin die Regierung Israels (unter Premierminister Jitzchak Rabin), private Sponsoren, die Jewish Agency for Israel und jüdische Gemeinden weltweit zur Zusammenarbeit gewinnen konnten.
Ziel von Taglit – Birthright Israel ist es, der Assimilation entgegenzuwirken, indem man junge Juden ihrer jüdischen Identität, dem Staate Israel und ihren örtlichen jüdischen Gemeinden näherbringt. Das Projekt Taglit – Birthright Israel beruht auf der Idee, dass jeder junge jüdische Erwachsene zwischen 18 und 26 Jahren das Geburtsrecht habe, wenigstens einmal in seinem Leben Israel zu besuchen.

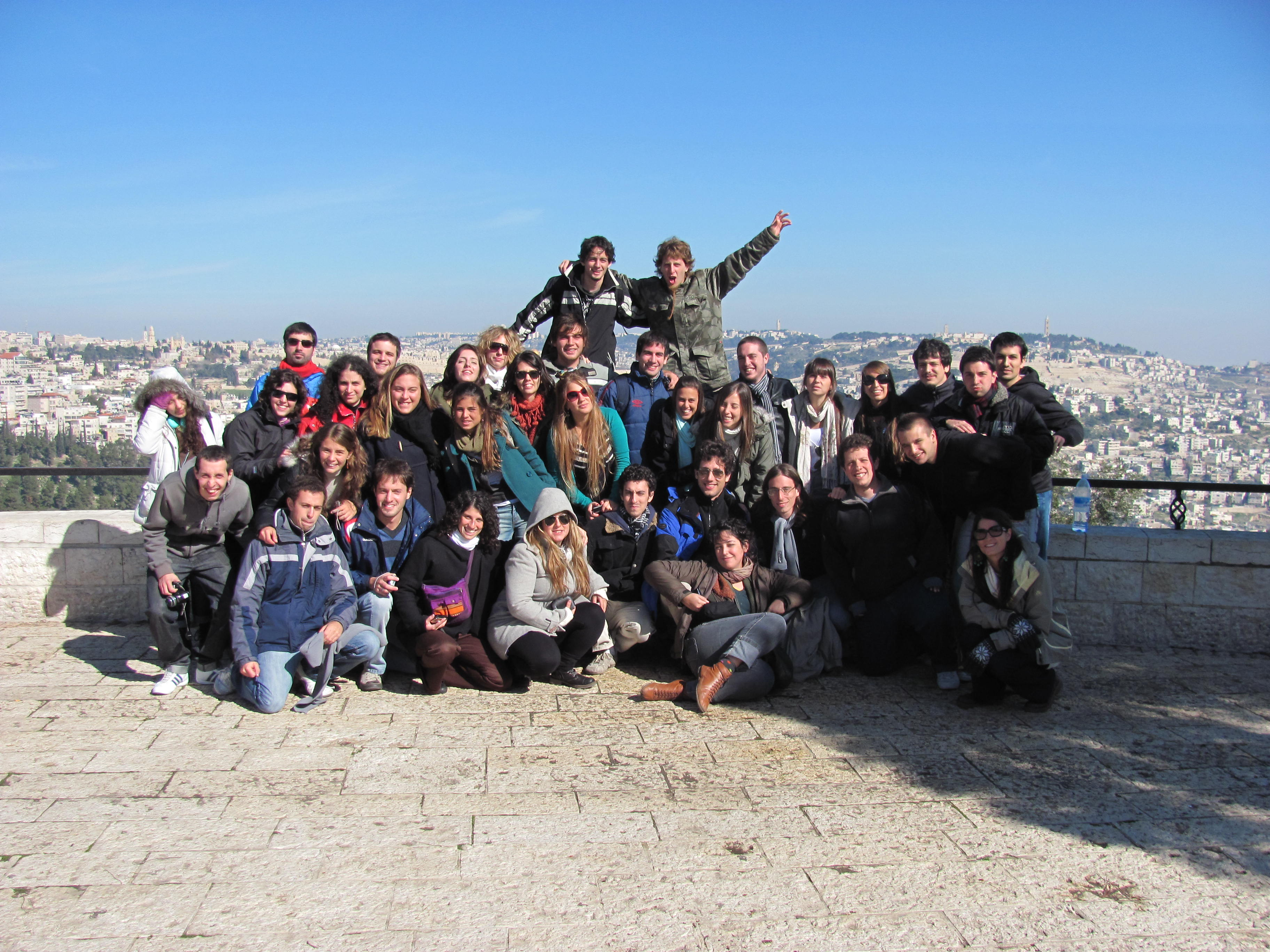
Eine Gruppe Taglit-Teilnehmer in Israel, 2012

Bei allen Taglit-Reisen stehen Treffen („Mifgashim“) mit israelischen Soldaten auf dem Programm. Meist verbringen diese Soldaten fünf Tage mit der Gruppe. Ziel ist es laut dem ehemaligen IDF-General Elazar Stern, der die Zusammenarbeit mit Birthright in seiner damaligen Funktion koordinierte, aus den Jugendlichen Botschafter Israels – „Israel's goodwill ambassadors“ – zu machen. Laut einer von Birthright bei der Brandeis University „bestellten“ Studie, sollen die befragten Jugendlichen angegeben haben, dass die „Mifgashim“ der beste Teil ihrer ganzen Reise gewesen sei.
Im Jahr 2017 wies Taglit seine Reiseveranstalter an, keine Treffen mit Palästinensern mit israelischer Staatsbürgerschaft mehr zu organisieren.
Im April 2018 protestierten im Rahmen der Kampagne „Return the Birthright“, die von der Jewish Voice for Peace und von Independent Jewish Voices unterstützt wird, mehr als 150 Studenten aus New York und New England für einen Boykott von Taglit und für das Recht palästinensischer Flüchtlinge, in ihre Heimat zurückkehren zu dürfen. Michael Steinhardt, Mitbegründer und Hauptsponsor von Taglit, zeigte den Demonstranten den Mittelfinger.
Im Juni 2018 verließen mehrere US-amerikanische Teilnehmer einer Taglit-Gruppe das Reiseprogramm, um gegen Taglits Darstellung der israelischen Besatzung des Westjordanlandes zu protestieren und um mit der Organisation Breaking the Silence Hebron und Bethlehem im besetzten Westjordanland zu besuchen. Wenige Tage später verließ eine weitere Gruppe US-amerikanischer Teilnehmer eine Taglit-Tour, und zwar während einer Besichtigung der Davidsstadt (Wadi Hilweh), einer israelischen Siedlung und Ausgrabungsstätte im besetzten Jerusalem. Die protestierenden Taglit-Teilnehmer besuchten stattdessen eine palästinensische Familie, die der Jüdische Nationalfonds und die rechtsgerichtete Davidsstadt-Stiftung (Eldad) seit 1991 aus ihrem Haus zu vertreiben versuchen. Taglit verständigte daraufhin mehrere der Protestierenden, dass ihr Rückflug in die USA storniert würde. Schalom Achschaw begrüßte den Protest. Taglit-Mitbegründer Charles Bronfman erklärte in einem Interview mit Haaretz, die Teilnehmer hätten nicht das Recht, „unser Geld zu nehmen“ und Israel zu kritisieren. Ein Sprecher für IfNotNow, die Gruppe, die die Proteste organisierte, entgegnete: „Bronfman sagt, dass unsere Generation die Fähigkeit kritisch zu denken und progressive Werte bei Taglit am Eingang abgeben sollen, weil wichtige Geldgeber wie er und Sheldon Adelson die Reise bezahlt haben. Das ist nicht ein Geschenk, wie Taglit behauptet; das ist Bestechung.“
2020 sind die Taglit-Reisen wegen der COVID-19-Pandemie ausgefallen.
Einer der größten Sponsoren von Taglit war der Kasino-Magnat Sheldon Adelson.
Experten meinen, dass es nur eine Frage der Zeit war, bis Taglit zu einem Schauplatz politischer Auseinandersetzungen zwischen Boycott, Divestment and Sanctions und der rechtsgerichteten Agenda von Adelson wurde.

## Teilnahmebedingungen
Voraussetzung zur Teilnahme an einer Taglit Reise ist der Nachweis der jüdischen Herkunft des Jugendlichen, mindestens durch einen Elternteil, oder der Übertritt zum Judentum durch Abschluss eines Konversionskurs (Bescheinigung erforderlich). Der/die jugendliche Bewerber/Bewerberin muss sich selbst als jüdisch betrachten. Bewerben können sich Jugendliche zwischen 18 und 27 Jahren, unabhängig vom Bildungsabschluss oder ausgeübtem Beruf. Der Bewerbungsprozess erfolgt online.

## Reiseorganisatoren
In Deutschland hat der Zentralrat der Juden in Deutschland in Zusammenarbeit mit der Zentralwohlfahrtsstelle der Juden in Deutschland die Abwicklung der Taglit – Birthright Israel Reisen übernommen.